# Пожемъёль
Пожемъёль — река в России, протекает по территории Троицко-Печорского района Республики Коми. Устье реки находится в 101 км по правому берегу реки Илыч. Длина реки составляет 12 км.
Исток реки находится к западу от возвышенности Ыджид-Парма (предгорья Северного Урала). Река течёт на юго-запад, в нижнем течении поворачивает на северо-запад. Всё течение проходит в ненаселённой холмистой тайге. Впадает в Илыч у острова Пожемди.

## Данные водного реестра
По данным государственного водного реестра России относится к Двинско-Печорскому бассейновому округу, водохозяйственный участок реки — Печора от истока до водомерного поста у посёлка Шердино, речной подбассейн реки — Бассейны притоков Печоры до впадения Усы. Речной бассейн реки — Печора.
По данным геоинформационной системы водохозяйственного районирования территории РФ, подготовленной Федеральным агентством водных ресурсов:
- Код водного объекта в государственном водном реестре — 03050100112103000058990
- Код по гидрологической изученности (ГИ) — 103005899
- Код бассейна — 03.05.01.001
- Номер тома по ГИ — 03
- Выпуск по ГИ — 0